# Corythoichthys amplexus
Corythoichthys amplexus es una especie de pez de la familia Syngnathidae en el orden de los Syngnathiformes.

## Reproducción
Es ovovivíparo y el macho transporta los huevos en una bolsa ventral, la cual se encuentra debajo de la cola.

## Morfología
- Los machos pueden alcanzar los 10 cm de longitud total.

## Hábitat
Es un pez  de mar y de clima tropical y asociado a los arrecifes de coral que vive entre 0-31 m de profundidad.

## Distribución geográfica
Se encuentra desde el África Oriental hasta Samoa, las Islas Ryukyu y la Gran Barrera de Coral.